# Lilium stewartianum
Lilium stewartianum är en liljeväxtart som beskrevs av Isaac Bayley Balfour och William Wright Smith. Lilium stewartianum ingår i släktet liljor, och familjen liljeväxter. Inga underarter finns listade.